# Cantonul Lourdes-Est
Cantonul Lourdes-Est este un canton din arondismentul Argelès-Gazost, departamentul Hautes-Pyrénées, regiunea Midi-Pyrénées, Franța.

## Comune
- Les Angles
- Arcizac-ez-Angles
- Arrayou-Lahitte
- Arrodets-ez-Angles
- Artigues
- Berbérust-Lias
- Bourréac
- Cheust
- Escoubès-Pouts
- Gazost
- Ger
- Germs-sur-l'Oussouet
- Geu
- Gez-ez-Angles
- Jarret
- Julos
- Juncalas
- Lézignan
- Lourdes (parțial, reședință)
- Lugagnan
- Ossun-ez-Angles
- Ourdis-Cotdoussan
- Ourdon
- Ousté
- Paréac
- Saint-Créac
- Sère-Lanso